# Покровська волость (Охтирський повіт)
Покровська волость — адміністративно-територіальна одиниця Охтирського повіту Харківської губернії.
Найбільше поселення волості станом на 1914 рік:
- село Покровське — 4139 мешканців.

Старшиною волості був Мільченко Кирило Семенович, волосним писарем — Матвієць Феоктист Григорович, головою волосного суду — Савченко Микола Лаврович.